# Людвиг фон Берталанфі
Карл Лю́двіг фон Берталанфі́ (англ. Ludwig von Bertalanffy; 19 вересня 1901, Відень — 12 червня 1972, Нью-Йорк) — австрійський біолог, засновник узагальненої системної концепції, що отримала назву «Загальна теорія систем».
В 1934–1948  рр. доцент, потім професор Віденського університету.
З 1949 р. постійно проживав в Канаді та США.
В 1949–1961 рр. працював в різних університетах США і Канади.
З 1961 р. професор теоретичної біології Альбертського університету (Канада).

## Наукова робота
Досліджуючи біологічні об'єкти як організовані динамічні системи, проаналізував протиріччя механіцизму та віталізму,  організмічні ідеї щодо цілісності організму та формування системних концепцій в біології. Застосовував організмічний підхід при дослідженні тканинного дихання, співвідношення метаболізму і росту в тварин.
Запропоновані Берталанфі методи аналізу відкритих еквіфінальних систем дозволили застосовувати в біології ідеї термодинаміки, кібернетики, фізичної хімії.
Заснував першу в сучасній науці узагальнену системну концепцію, покликану розробляти математичний апарат опису систем різних типів і виявляти засоби інтеграції науки.
Один з фундаторів «Спілки з досліджень в області загальної теорії систем» (1954 р.) і її щорічного видання «General Systems».